# استان کبک (۱۷۹۱–۱۷۶۳)
استان کبک (فرانسوی: Province de Québec‎) مستعمره ای در آمریکای شمالی بود که توسط بریتانیای کبیر در ۱۷۶۳ پس از جنگ هفت ساله ایجاد شد. در طول جنگ، نیروهای بریتانیای کبیر کانادای فرانسه را فتح کردند. به عنوان بخشی از مفاد پیمان صلح پاریس، فرانسه از ادعای خود در مورد کانادا صرف نظر کرد و مذاکره کرد که به جای آن جزیره قندی کوچک اما غنی گوادلوپ را حفظ نماید. با اعلام پادشاهی بریتانیای کبیر در ۱۷۶۳، کانادا (بخشی از فرانسه جدید) به استان کبک تغییر نام داد. استان جدید بریتانیا از ساحل لابرادور در اقیانوس اطلس، در جنوب غربی از طریق دره رود سن لورنس به دریاچه‌های بزرگ و فراتر از آن به محل تلاقی رودخانه‌های اوهایو و می‌سی‌سی‌پی گسترش یافت. بخشهایی از جنوب غربی آن (جنوب دریاچه‌های بزرگ) بعداً در پیمان پاریس (۱۷۸۳) در پایان انقلاب آمریکا به ایالات متحده واگذار شد، اگرچه انگلیسیها تا سال ۱۷۹۶ در آنجا حضور نظامی داشتند. در سال ۱۷۹۱، قلمرو شمال دریاچه‌های بزرگ به دو کانادای سفلی و کانادای بالایی تقسیم شد.

## تاریخ
طبق اعلامیه، کبک شامل شهرهای کبک و مونترال، و همچنین منطقه ای در اطراف آنها بود، اما تا غرب دریاچه‌های بزرگ یا شمال تا سرزمین روپرت امتداد نداشت.
در سال ۱۷۷۴، پارلمان بریتانیای کبیر، فردریک نورث، لرد نورث، نخست‌وزیر، قانون کبک را تصویب کرد که به کبک اجازه می‌داد استفاده از قوانین عرفی فرانسه را بازگرداند (Coutume de Paris) در امور خصوصی در کنار سیستم حقوق عمومی انگلیس و اجازه دادن به کلیسای کاتولیک برای جمع‌آوری دهم. این قانون همچنین مرزهای کبک را گسترش داد و شامل کشور اوهایو و بخشی از ایالت ایلینوی، از کوه‌های آپالاچی در شرق، جنوب به رودخانه اوهایو، غرب به رودخانه می‌سی‌سی‌پی و شمال به مرز جنوبی سرزمینهای متعلق به شرکت خلیج هادسون یا سرزمین روپرت.
از طریق کبک، پادشاهی بریتانیا دسترسی خود را به کشورهای اوهایو و ایلینوی حفظ کرد پس از آنکه پیمان پاریس (۱۷۸۳) کنترل این سرزمین را به ایالات متحده واگذار کرد. با راه‌های تجاری و نظامی مستحکم در سراسر دریاچه‌های بزرگ، بریتانیایی‌ها نه تنها نیروهای خود را، بلکه اتحاد وسیعی از ملت‌های بومی آمریکا را از طریق دیترویت، فورت نیاگارا، قلعه میشیلیماکیناک و غیره تأمین می‌کردند تا این پستها تغییر داده شوند. پس از پیمان جی (۱۷۹۴) به ایالات متحده رفت.
کبک پس از فتح، سیستم خود را حفظ کرد. به دلیل هجوم پناهندگان وفادار از جنگ انقلاب آمریکا، جمعیت جمعیت کبک تغییر کرد و اکنون شامل یک عنصر پروتستان انگلیسی زبان از سیزده مستعمرات سابق است. این امپراتوری وفاداران متحده به‌طور عمده در حل و فصل شهرک‌های شرقی، مونترال، و آنچه پس از آن شناخته شده بود به عنوان پردازد D'EN Haut را در غرب رودخانه اتاوا. قانون اساسی ۱۷۹۱ مستعمره را در رودخانه اتاوا به دو قسمت تقسیم کرد، به طوری که قسمت غربی (قسمت بالای کانادا) تحت سیستم حقوقی انگلیس قرار داشت و اکثریت آنها انگلیسی زبان بودند. قسمت شرقی کانادای سفلی نامیده شد.

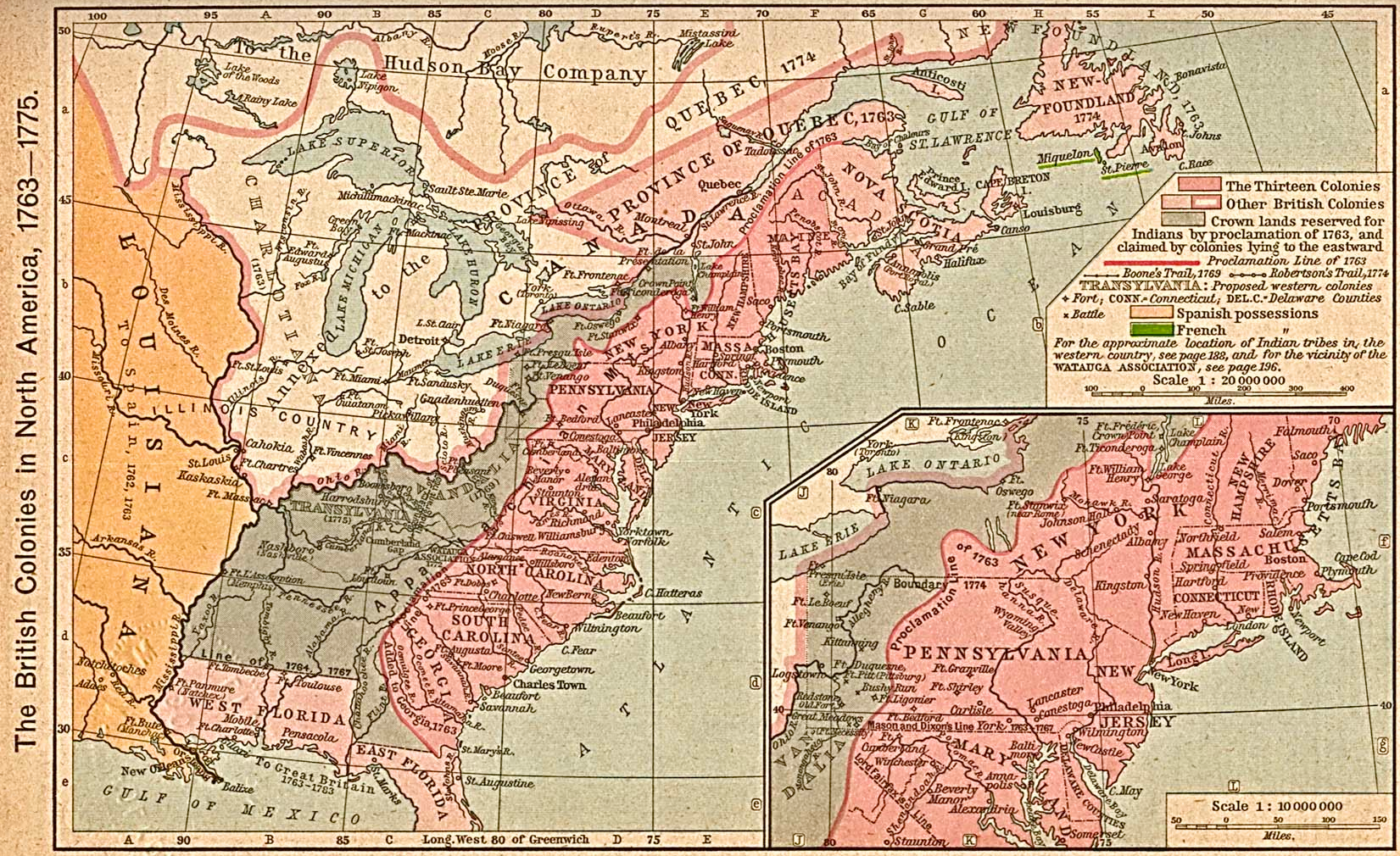
نقشه آمریکای بریتانیایی نشان دهنده مرزهای اصلی استان کبک و قانون کبک آن در سال ۱۷۷۴ پس از الحاق.